# Adan Canto
Adan Canto, född 5 december 1981 i Ciudad Acuña i Coahuila, Mexiko, död 8 januari 2024 i Los Angeles i Kalifornien, var en mexikansk skådespelare.

## Bakgrund
Canto föddes i staden Ciudad Acuña, belägen i den mexikanska delstaten Coahuila, den 5 december 1981. Som barn gick han på en katolsk skola belägen i Del Rio i Texas i grannlandet USA. Han växte upp med att rida på hästar, på en ranch ägd av sin morfar/farfar, i hemstaden Acuña, där hans far arbetade som charro. Vid sju års ålder började han, med uppmuntran av sin mor, att uppträda på den stora scenen som sångare. Han blev tidigt introducerad för den traditionella bolero- och mariachimusiken, och uppträdde under sin tonårstid i och runt sin hemstat.
Canto flyttade sedan som sextonåring hemifrån, för att få en karriär som musiker. Han nådde stora framgångar som singer-songwriter i San Antonio, efter att ha samarbetat med Studio M. Han tillbringade fem år i den mexikanska huvudstaden Mexico City, där han uppträdde som sångare, tillsammans med sitt jazzband Del Canto. Han skrev och producerade även låtar för film och TV i Mexiko.
Canto medverkade senare i ett flertal reklamfilmer i Mexiko, och fick en roll i TV-serien Estado de Gracia. Han medverkade också i huvudrollen i scenversionen av den Pedro Almodóvar-regisserade filmen Allt om min mamma.

## Karriär
År 2013 gjorde Canto sin första amerikanska TV-debut, i rollen som Paul Torres, i den första säsongen av Fox-dramaserien The Following. Han fick sedan rollen som Sunspot, i superhjältefilmen X-Men: Days of Future Past. Han var också en av de medverkande i ABC-komediserien Mixology 2014. År 2015 spelade Canto rollen som AJ Menendez i den andra ABC-serien Blood & Oil. Han fick senare en återkommande roll i Fox-dramaserien Second Chance, samt gästskådespelade i Shondaland-serien The Catch. År 2016 fick Canto rollen som Aaron Shore i ABC:s politiska dramaserie Designated Survivor, där han bland annat spelade mot Kiefer Sutherland, Natascha McElhone och Maggie Q. Seriens tredje och sista säsong hade premiär på streamingtjänsten Netflix den 7 juni 2019.
År 2019 fick Canto en roll i Halle Berrys första egenregisserade långfilm Bruised, som hade premiär år 2020. I mars 2020 fick han rollen som Arman Morales i Fox-serien The Cleaning Lady, där han medverkade under två säsonger.

## Privatliv
Under inspelningen 2012 av The Following i Brooklyn i New York år 2012 träffade han den amerikanska skulptören och målaren Stephanie Lindquist. De gifte sig i juni 2017 och har två barn, en son född 2020 och en dotter född 2022. Familjen bodde i Hollywood Hills i Kalifornien.
Canto avled av blindtarmscancer den 8 januari 2024, 42 år gammal.

## Filmografi (i urval)

### Filmer
- 2014 – X-Men: Days of Future Past
- 2017 – Couples Vacation
- 2020 – 2 Hearts
- 2020 – Bruised
- 2021 – The Devil Below
- 2022 – Agent Game

### TV-serier
- 2013 – The Following (TV-serie)
- 2014 – Mixology (TV-serie)
- 2015 – Narcos (TV-serie)
- 2015 – Blood & Oil (TV-serie)
- 2016 – Second Chance (TV-serie)
- 2016 – The Catch (TV-serie)
- 2016–2019 – Designated Survivor (TV-serie)
- 2022 – The Cleaning Lady (TV-serie)